# Ota Zaremba
Ota Zaremba (* 22. April 1957 in Karviná) ist ein ehemaliger tschechoslowakischer Gewichtheber und Olympiasieger.

## Karriere
Zarembas internationale Karriere begann mit seiner Teilnahme an den Weltmeisterschaften 1979 in Saloniki. Hier konnte er im 1. Schwergewicht bis 100 kg 370,0 kg (172,5 / 197,5 kg) im Zweikampf realisieren. Dies bedeutete Silber im Reißen sowie den vierten Platz im Zweikampf. Erster wurde Pawel Syrtschin mit 385,0 kg.
Zu den Olympischen Spielen 1980 in Moskau konnte sich Zaremba deutlich steigern und erreichte 395,0 kg (180,0 / 215,0 kg) im Zweikampf. Nach seinem dritten Versuch im Reißen mit gültigen 180,0 kg, versuchte sich Zaremba im vierten, außer Konkurrenz stattfindenden, Versuch an einem neuen Weltrekord mit 183,5 kg, scheiterte jedoch. Im Stoßen konnte er mit 205,0 kg, 210,0 kg und 215,0 kg alle drei Versuche gültig gestalten. Der Zweitplatzierte Igor Nikitin hob insgesamt 392,5 kg (177,5 / 215,0 kg). Im letzten Versuch scheiterte Nikitin an 220,0 kg im Stoßen, welche Gold bedeutet hätten. Da die Olympischen Spiele 1980 gleichzeitig die Weltmeisterschaften dieses Jahres darstellten, gewann Zaremba gleichzeitig seinen einzigen Weltmeistertitel im Zweikampf, sowie im Reißen. Im Stoßen wurde er Vizeweltmeister.
Zarembas letzte Weltmeisterschaft war 1981 in Lille. Hier konnte er allerdings in keiner der beiden Disziplinen gültige Versuche einbringen.
Trotz seiner relativ kurzen internationalen Karriere, gelang es Zaremba 1981 drei Weltrekorde aufzustellen. Mit 185,5 kg und 187,5 kg brach er zweimal den Rekord im Reißen und mit 415,0 kg auch den Zweikampfweltrekord.

## Sonstiges
- Zaremba beschuldigt die Sportfunktionäre der ehemaligen Tschechoslowakei des systematischen Dopings. Er bestätigt dabei die Verwendung anaboler Steroide im Zeitraum von 1979 bis 1984. Heute ist er arbeitsunfähig und lebt von seiner Rente.[1]
- Im Juli 2010 machte Ota Zaremba auf sich aufmerksam, als er nach einem Diebstahl alle Angehörigen der Roma aus seinem Gewichtheberklub ausschloss.[2]
- Im Jahr 2010 wurde Ota Zaremba Mitglied der Arbeiterpartei der sozialen Gerechtigkeit (DSSS).

## Persönliche Bestleistungen
- Reißen: 187,5 kg in der Klasse bis 100 kg in Štúrovo 1981
- Stoßen: 227,5 kg in der Klasse bis 100 kg in Štúrovo 1981
- Zweikampf: 415,0 kg in der Klasse bis 100 kg in Štúrovo 1981